# Георги Бугарчев
Георги Динев Бугарчев е български индустриалец, имигрант в България от Македония.

## Биография
Роден е през 1871 година в Дойран, тогава в Османската империя. Баща му е Дине Бугарчето, а дядо му поп Георги Динев. Установява се в София и през 30-те години на XX век създава мелницата „Г. Д. Бугарчев синове“, днес мелничен комплекс на „София Мел“.
Има шест сина и една дъщеря. От негови синове са създадени предприятията АД „Благой Бугарчев и Ко“, което през 1942 година започва производство в района на гара Яна на различни видове технически масла, грес и блажни бои, фабриките на Кирил Г. Бугарчев и Димо Бугарчев, разположени на гара Искър, които се специализират в търговия с химически изделия; развитието им е от 1943 до 1948 година.
Неговият син Петър Георгиев Бугарчев влиза в управителното тяло на Дойранското македонско благотворително братство в София през 1938 година.